# Микульский, Станислав

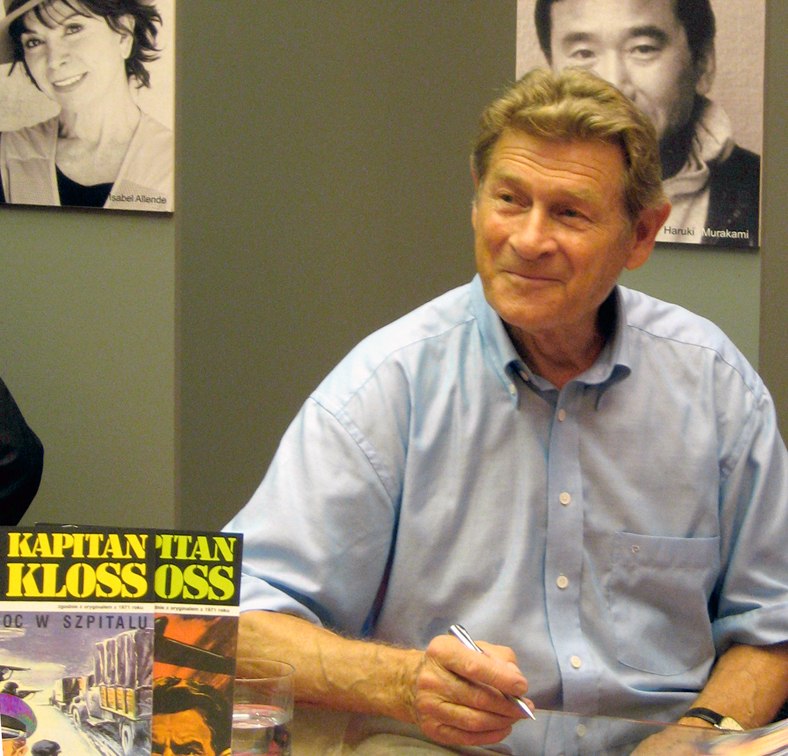
Станислав Микульский, 2008 год

Стани́слав Мику́льский (пол. Stanisław Mikulski; 1 мая 1929, Лодзь — 27 ноября 2014, Варшава) — польский актёр театра и кино. Заслуженный деятель культуры Польши.

## Биография
Станислав Микульский родился 1 мая 1929 года в городе Лодзи (Польша). В кино начал сниматься с 1951 года, дебютировал в фильме «Первый старт».
Первой крупной работой стал фильм «Канал» режиссёра Анджея Вайды. В 1960-х годах стал популярен после исполнения роли разведчика Станислава Колицкого — Ганса Клосса в сериале «Ставка больше, чем жизнь».
Много снимался в Польше, снимался и у зарубежных режиссёров, в частности, у Юрия Озерова в киноэпопеях «Освобождение» и «Солдаты свободы».
Долгое время был руководителем фестиваля солдатской песни в Колобжеге, сам также выступал с песнями на этом фестивале.

В 1970-х годах — член Центрального комитета ПОРП, а затем, в 1983 году избран в Национальный Совет Ассоциации польско-советской дружбы.
В 1988—1990 годах был директором Польского культурного центра при посольстве Польши в Москве.
 В 1995—1998 годах был ведущим игрового шоу «Колесо Фортуны» на польском TVP2.
В 2009 году, накануне 80-летия актёра, в Катовицах был открыт музей капитана Клосса.
В течение жизни Станислав Микульский много преподавал, читал лекции и проводил мастер-классы для актеров и режиссёров театра и кино. В основном, это были лекции в Высшей киношколе в Лодзи и Высшей театральной школе в Варшаве. 
В марте 2012 года состоялась премьера фильма режиссёра Патрика Веги «Ганс Клосс. Ставка больше, чем смерть» — продолжение сериала «Ставка больше, чем жизнь» — с Микульским в роли майора Станислава Колицкого (действие происходит в 1970—1980-х гг.).
24 ноября 2014 года был госпитализирован в одну из больниц Варшавы. Скончался 27 ноября 2014 года от инсульта.  Похоронен 5 декабря 2014 года на варшавском кладбище Повонзки.

## Фильмография
- 1950 — Первый старт / Pierwszy start — Франек Мазур
- 1955 — Часы надежды / Godziny nadziei — поручик Басёр
- 1956 — Канал / Kanał — Смуклый
- 1956 — Тень / Cień — Блондин
- 1957 — Ева хочет спать / Ewa chce spać — Пётр Малевский, полицейский
- 1958 — Покушение / Zamach — Яцек
- 1959 — Сигналы — муж Зоси
- 1959 — Белый медведь — Михал
- 1960 — Цена одного преступления / Historia współczesna
- 1961 — Визит президента
- 1962 — День поминовения
- 1962 — Два господина N / Dwaj panowie N — сержант Дзеванович
- 1963 — Крещённые огнём / Skąpani w ogniu — капитан Совиньский
- 1963 — Особняк на Зелёной / Ostatni kurs — Хенрик Ковальский, таксист
- 1964 — Цвета борьбы / Barwy walki
- 1964 — Встреча со шпионом / Spotkanie ze szpiegiem — поручик Бачный
- 1965 — Пепел / Popioły
- 1966 — Бич Божий / Bicz Boży — Павел Рашевич
- 1966 — Возвращение на Землю / Powrót na ziemię
- 1967 — 1968 — Ставка больше, чем жизнь / Stawka większa niż życie — Станислав Колицкий[пол.], он же лейтенант, а затем капитан Ганс Клосс
- 1970 — Последний свидетель / Ostatni świadek
- 1970 — В погоне за Адамом / Pogoń za Adamem — Адам Витецкий
- 1970—1972 — Освобождение
- 1971 — Пан Самоходик и тамплиеры /Pan Samochodzik i templariusze — Пан Томаш « Самоходик»
- 1971 — Подозреваются все(производство ВНР)
- 1972 — Девушки на выданье / Dziewczyny do wzięcia
- 1976 — Польские пути / Polskie drogi — капитан Рогальский
- 1977 — Проделки близнецов / Dziewczyna i chłopak — Пётр Ястжембский, отец близнецов
- 1977 — Солдаты свободы — Юзеф Малецкий
- 1979 — Секрет Энигмы / Sekret Enigmy — полковник Закшевский
- 1980 — Мишка / Miś — дядя «Хороший Совет»
- 1980 — От Буга до Вислы — Борц
- 1983 — Катастрофа в Гибралтаре / Katastrofa w Gibraltarze — посол Польши в Великобритании
- 1983 — Магические огни / Magiczne ognie — Пясецкий
- 1984 — Европейская история — Гамелин
- 1999 — В добре и в зле / Na dobre i na złe
- 1999 — Что сказал покойник — полковник Едлина
- 2003 — Диверсант / Dywersant — водитель-поляк
- 2005 — Клиника одиноких сердец / Klinika samotnych serc
- 2005 — Криминальщики / Kryminalni — отец Адама Завады
- 2008 — Злотопольские / Złotopolscy
- 2012 — Ганс Клосс. Ставка больше, чем смерть[пол.] — Станислав Колицкий[пол.]

## Награды
- Командор ордена Возрождения Польши (1989)
- Офицер ордена Возрождения Польши (1975)[3]
- Кавалер ордена Возрождения Польши (1970)
- Золотой Крест Заслуги (1969)
- Медаль «30-летие Народной Польши» (1974)
- Знак Тысячелетия польского государства (1967)
- Бронзовая медаль «За заслуги в обеспечении обороноспособности страны» (1968)
- Заслуженный деятель культуры Польши (1974)
- Орден Дружбы народов (20 апреля 1987 года, СССР) — за вклад в дело укрепления дружбы и сотрудничества с Советским Союзом[3][4]

### Премии
- Лауреат премии «Золотая маска» (пол. Złota Maska) (1965, 1966, 1968 — как самый популярный актер по версии «Expressu Wieczornego»)[3]
- Лауреат премии «Серебряная маска»  (1967, 1969, 1970 — как самый популярный актер по версии «Expressu Wieczornego»)[3]
- Лауреат премии «Золотой цветок Праги» (1972)[3]
- Лауреат премии Министра культуры и искусства за достижения в области театра (1983)[3]
- Награжден дипломом Министра иностранных дел за развитие польской культуры за рубежом (1987)[3]
- Лауреат премии «Звезда польского телевидения» (2002)[3]